# Spanien ved vinter-OL 2018
Spanien deltager i vinter-OL 2018 i Pyeongchang, Sydkorea i perioden 9. – 25. februar 2018.

## Deltagere
Følgende atleter vil deltage i nedennævnte sportsgrene:
| Sportsgren     | Herrer | Damer | Total |
| -------------- | ------ | ----- | ----- |
| Alpint skiløb  | 1      | 0     | 1     |
| Kunstskøjteløb | 3      | 1     | 4     |
| Langrend       | 2      | 0     | 2     |
| Skeleton       | 1      | 0     | 1     |
| Snowboard      | 3      | 1     | 4     |
| Total          | 10     | 2     | 12    |

## Medaljer
| 2018 Pyeongchang | Guld | Sølv | Bronze | Total |
| Spanien          | 0    | 0    | 2      | 2     |

### Medaljevindere
| Medalje | Navn             | Sport          | Event                    | Dato        |
| ------- | ---------------- | -------------- | ------------------------ | ----------- |
| Bronze  | Regino Hernández | Snowboarding   | Mændenes snowboard cross | 15. februar |
| Bronze  | Javier Fernández | Kunstskøjteløb | Mændenes single          | 17. februar |